# Isopsera tonkinensis
Isopsera tonkinensis är en insektsart som beskrevs av George Clifford Carl 1914. Isopsera tonkinensis ingår i släktet Isopsera och familjen vårtbitare. Inga underarter finns listade i Catalogue of Life.